# Эрнан Рамирес Вильегас (стадион)
Олимпийский стадион «Эрна́н Рами́рес Вилье́гас», иногда также называемый просто стадионом «Пере́йра» (исп. Estadio Olímpico Hernán Ramírez Villegas) — футбольный стадион в Колумбии, расположенный в административном центре департамента Рисаральда — городе Перейре. Домашний стадион клуба Примеры «Депортиво Перейра». Стадион занимает седьмое место в Колумбии по вместимости и закрывает список арен, вмещающих более 30 тысяч зрителей (официальная вместимость — 30 297 человек).

## История
Стадион расположен в баррио (районе) Олимпико-1 на западной окраине Перейры. Арену окружает множество других спортивных объектов — тренировочные футбольные поля, велодром, бассейн, спорткомплекс. Получил название в честь архитектора Эрнана Рамиреса Вильегаса, который руководил постройкой стадиона в начале 1971 года. После этого часть проектых и структурных работ выполнил инженер Гильермо Гонсалес Сулета.
Сразу после открытия «Эль Эрнан» стал домашней ареной футбольного клуба «Депортиво Перейра». В 2011 году по инициативе мэра Перейры Исраэля Лондоньо стадион был существенно реконструирован в рамках подготовки к молодёжному чемпионату мира, прошедшему в Колумбии в том году. В 1980 и 2020 годах в Перейре (совместно с другими городами) прошли Предолимпийские турниры для участия южноамериканских сборных в Олимпийских играх в Москве и Токио соответственно.

## Соревнования
С 1974 года стадион принял множество соревнований национального и международного уровня.
- 1974 —  Национальные спортивные игры
- 1980 — Предолимпийский турнир 1980 для Южной Америки (совместно с Боготой, Кали и Барранкильей)
- 1987 — Молодёжный чемпионат Южной Америки (до 20 лет) (совместно с Арменией, Картахо и Манисалесом)
- 2001 — Кубок Америки 2001 — один из семи стадионов. Принял две игры[2]:
1/4 финала.  Чили —  Мексика — 0:2
1/2 финала.  Мексика —  Уругвай — 2:1
- 2005 — Боливарианские игры 2005 (совместно с Арменией)
- 2005 — Молодёжный чемпионат Южной Америки (до 20 лет) (совместно с Арменией и Манисалесом)
- 2011 — Молодёжный чемпионат мира (до 20 лет) — один из восьми стадионов. Принял пять игр, в том числе два четвертьфинала и один полуфинал.
- 2020 — Предолимпийский турнир 2020 для Южной Америки (совместно с Арменией и Букарамангой)